# Maica Îndurerată

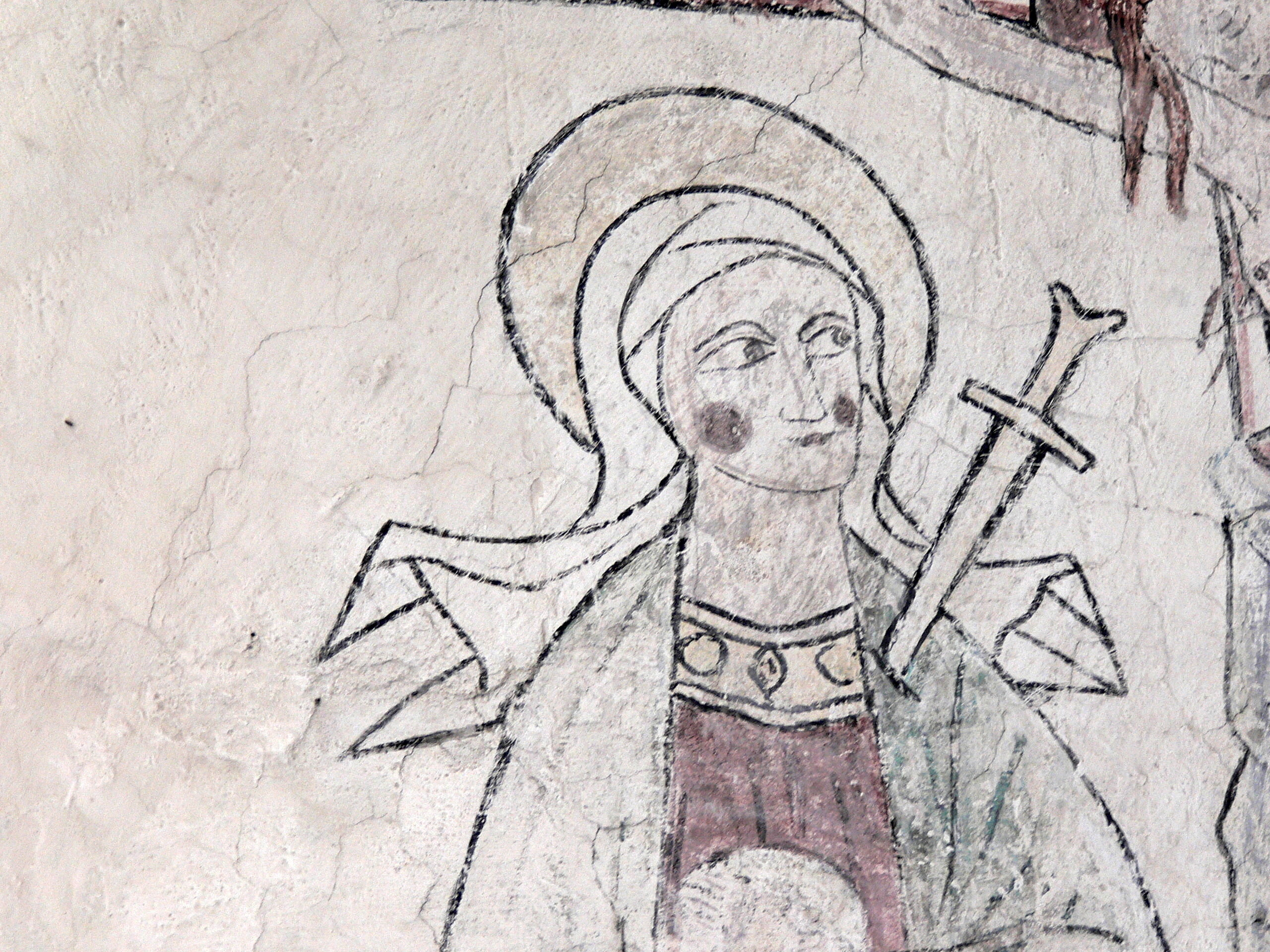
Mater Dolorosa, frescă din sec. al XIII-lea din Gotland (Suedia)

Maica Îndurerată (în latină : Mater Dolorosa) este o sărbătoare a Fecioarei Maria în Biserica Catolică, pe 15 septembrie, la o zi după Ziua Crucii. Maica Îndurerată este reprezentată în artele plastice de regulă cu una sau șapte săbii înfipte în inimă.
Cele Șapte Dureri (lat: Dolors) ale Maicii Domnului sunt evenimente din viața Mariei ce formează devoțiune larg răspândită și sunt arătate frecvent în artă. Devoțiunea a fost creată de Ordinul Slujitorilor Mariei (lat: Ordo Servorum Beatae Mariae Virginis), înființat la 1233. 
Cele Șapte Dureri ale Maicii Domnului nu se confundă cu cele Cinci Mistere de Durere ale Rozariului propriu-zis. 
Tradițional, Cele Șapte Dureri sunt:
1. Profeția lui Simeon, din Luca 2;
2. Fuga în Egipt, din Matei 2;
3. Rătăcirea Copilului Isus la Templul din Ierusalim, tot din Luca 2;
4. Întâlnirea Mariei cu Isus pe drumul către Golgota (a patra stațiune a procesiunii Căii Sfintei Cruci), din Luca 23;
5. Răstignirea lui Isus pe Golgota, din Matei 27, Marcu 15, Luca 23 și, mai ales, Ioan 19;
6. Isus e dat jos de pe cruce și trupul Lui mort e încredințat Mariei (ibidem) – vezi: Pietà;
7. Îngroparea lui Isus de Iosif din Arimateea (ibidem).

Devoțiunea mai e practicată, la catolici, sub forma Scapularului Negru și a Novenei având aceeași tematică. Pe când la ortodocși e sărbătoare calendaristică mare, când se celebrează concomitent Întâmpinarea Domnului la Templu și icoana făcătoare de minuni a Sf. Maria cunoscută ca "Proorocirea lui Simeon" sau "Înmuierea inimilor împietrite". 

## Galerie de imagini

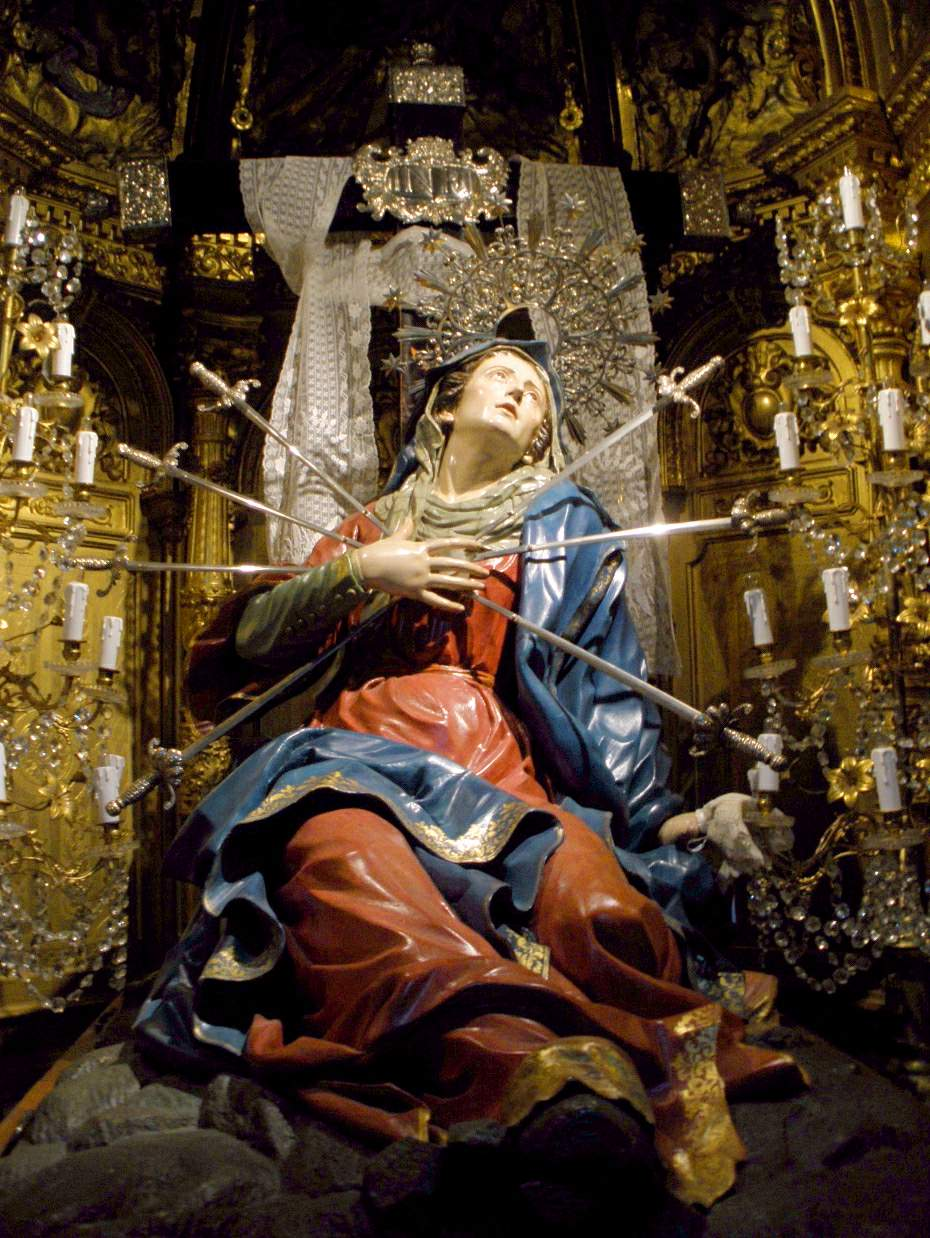
Salamanca, Spania